# Vysutý
Vysutý je přírodní památka ve správním území obce Morávka v okrese Frýdek-Místek v Moravskoslezském kraji. Nachází se v severovýchodní části chráněné krajinné oblasti Beskydy nedaleko obce Pražmo. Předmětem ochrany je tok Vysutý s výrazným vodopádem a peřejemi a přírodě blízké lesní porosty jedlových bučin a suťových lesů.

## Historie
Území přírodní památky bylo v minulosti pokryto smíšenými extenzivně obhospodařovanými lesy s převahou listnáčů. V poválečných letech, zejména po roce 1955, došlo k nárůstu jehličnanů ve střední části území. V letech 2005–2006 zde proběhla výrazná prořezávka lesa, jejímž výsledkem je dnes rozmanitá mozaika druhů.

## Flóra
Flóra PP Vysutý je tvořena převážně bučinami. V bylinném patře se vyskytuje například kyčelnice devítilistá (Dentaria enneaphyllos), pitulník žlutý (Galeobdolon luteum), měsíčnice vytrvalá (Lunaria rediviva) a mléčivec alpský (Cicerbita alpina), patřící k významným druhům. Porosty jsou druhově chudé, ale s výskytem ohrožených nebo chráněných taxonů. Lokalita je botanicky významná díky své geomorfologii.

## Fauna
Z měkkýšů zde byly zjištěny druhy jako vrkoč útlý (Vestia turgida) a závornatka kroužkovaná (Discus perspectivus), oba indikující kvalitní lesní prostředí. Malakofauna zde vykazuje vysokou biodiverzitu a bioindikační hodnotu díky pestré stanovištní mozaice. Na území PP Vysutý byly nalezeny významné druhy saproxylického hmyzu jako dřevomil Microrhagus lepidus (EN – ohrožený) a kovařík Denticollis rubens (VU – zranitelný). Tyto druhy jsou vázány na přítomnost mrtvého dřeva, což svědčí o přírodě blízkém charakteru lesních porostů. Z fytofágních druhů byl zjištěn např. krasec Trachys minuta a nosatčík obecný (Protapion apricans).